# Имам
Има̀м (на арабски: إمام, фарси: امام, превежда се като насочващ) е духовен глава в исляма, водач на молитва в храма, а също така може да означава „пример за подражание“.
При сунитите имамът е местен религиозен водач. По време на общата задължителна молитва се избира имам, който да я ръководи. Имам по време на молитва може да стане всеки мюсюлманин, навършил 8 години.
Шиитите смятат за имами няколко (броят е различен за отделните направления на шиитския ислям) видни исторически фигури, избрани от Бог за водачи на човечеството и пример на останалите вярващи.